# IBrowse
Az IBrowse egy MUI-alapú webböngésző Amiga számítógépekre, mely az egyik első Amigára írt böngésző, az AMosaic újraírt utóda. A szoftvert az Omnipresence International fejlesztette ki, majd a cég megszűnése után az eredeti programozók, elsősorban Stefan Burström, fejlesztették tovább.

## Támogatott funkciók
Az IBrowse legfrissebb, 2.5-ös változata támogatja a HTML 4.01-et, a JavaScript 1.6-ot, a keretes megjelenítést, az SSL-t (TLSv1.3), az FTP letöltést és különböző egyéb szabványokat. Az egyik első böngésző volt, mely már 1999-ben megvalósította a "füles böngészést" (tabbed browsing). Nem támogatja ugyanakkor még a CSS-t. Az SSL támogatás alapvetően az AmiSSL révén valósul meg. Stefan Burström aktívan részt vett az AmiSSL v2 és v3 kifejlesztésében és az IBrowse ma is alapvetően erre a szoftvercsomagra támaszkodik működése során.

## Operációs rendszerek
- Az IBrowse fejlesztése alapvetően AmigaOS 3.x alatt kezdődött és ma is ez az alapváltozat.
- Az AmigaOS 4 része előtelepítve az IBrowse 2.4 nem demó, de nem is teljes, tehát korlátozott funkcionalitású változata.[9]
- MorphOS alatt működik a program, de nem natívan. Az AmigaOS 3.x változat támogat bizonyos MorphOS funkciókat.[9]

## Fejlesztés
2007 április 1-től az akkori forgalmazó, az IOSPIRIT GmbH felhagyott az Amiga platformra való fejlesztéssel. Az IBrowse fejlesztését és majdani forgalmazását a cég átadta a böngészőt addig is fejlesztő csapatnak. Legálisan megvásárolni leghamarabb csak 2019 augusztus végétől lehetett a programot, amikor a fejlesztők újra megvásárolhatóvá tették a program 2.x változataihoz való regisztrációs kulcsot.
A 2.x változatok hibajavításai és az új főverzió, az IBrowse 3 fejlesztése 2023 során egyesítésre került és több béta és kiadás előtti változat után 2023 november 19-én megjelent a 3.0-ás verzió, melyet decemberben egy gyors kritikus hibajavítás követett (v3.0a).

## Rendszerkövetelmények
- Kickstart 3.0[14] vagy újabb
- Motorola 68020 vagy újabb[14]
- 5 MB szabad memória[14] (7 MB AmiSSL v5 használata mellett)
- MUI 3.8[14] vagy újabb